# Fotografias (álbum de Taiguara)
Fotografias é o nono álbum de estúdio do cantor, compositor e instrumentista brasileiro Taiguara, lançado no Brasil em 1973. Antes da total censura que impediu os lançamentos dos álbuns Let The Children Hear The Music (gravado na Inglaterra) e Imyra, Tayra, Ipy - Taiguara (este que chegou a ser gravado e lançado em território brasileiro, mas foi proibido e recolhido horas depois pela polícia), Fotografias torna-se o último álbum de Taiguara a ser gravado e lançado completamente a nível nacional, até Canções de Amor e Liberdade, de 1983.
Fotografias foi relançado na versão CD pela gravadora EMI (atual Universal Music) em 2014.

## Faixas
Todas as faixas escritas e compostas por Taiguara, exceto quando referenciado.. 
| Lado A |                                 |                |         |  |
| N.º    | Título                          | Compositor(es) | Duração |  |
| 1.     | "Que As Crianças Cantem Livres" |                | 3:05    |  |
| 2.     | "Prá Luiza"                     |                | 3:05    |  |
| 3.     | "Essa Pequena"                  |                | 2:14    |  |
| 4.     | "Flauta Livre"                  |                | 2:25    |  |
| 5.     | "Gotas"                         |                | 2:20    |  |
| 6.     | "A Companheira"                 |                | 1:39    |  |
| 7.     | "O Mundo é um Só"               |                | 2:20    |  |

| Lado B |                       |                                |         |  |
| N.º    | Título                | Compositor(es)                 | Duração |  |
| 8.     | "O Mundo é um Só"     |                                | 2:20    |  |
| 9.     | "Romina e Juliano"    |                                | 2:58    |  |
| 10.    | "Não tem Solução"     | Dorival Caymmi e Carlos Guinle | 2:34    |  |
| 11.    | "No Avião"            |                                | 3:25    |  |
| 12.    | "Saudade de Marisa"   |                                | 1:54    |  |
| 13.    | "Cartinha pro Leblon" |                                | 2:09    |  |
| 14.    | "Nova York"           |                                | 3:10    |  |
| 15.    | "Fotografias"         |                                | 3:05    |  |

## Equipe

### Músicos
- Taiguara - Voz, piano, teclado, órgão e efeitos de órgão e flauta na faixa 3
- Francis Hime, piano na faixa 5
- Jorginho da Flauta - flautas na faixa 3
- Eduardo Souto Neto - efeitos de piano na faixa 13
- Marlui Miranda - Violão, surdo, queixada, sinos, guizos e guitarra nas faixas 1 e 3
- Chiquito Braga - Guitarra na faixa 2
- Neco - Violão solo e cavaquinho
- Dino 7 Cordas - Violão 7 cordas
- Tibério César - gongo e baixo nas faixas 1,3,4,6-9,12 e 13
- Novelli - baixo na faixa 2
- Sergio Barrozo - baixo nas faixas 5 e 10
- Jorginho Campos - bateria e percussão nas faixas 1,3,4-9 e 12
- Lula Nascimento - bateria na faixa 2
- Wilson das Neves - bateria na faixa 10
- Ubirajara Silva - Bandoneon
- Nivaldo Ornelas - Saxofone soprano
- Paulo Moura - Clarinete
- Mauricio Einhorn - Gaita

### Produção de Estúdio
- Lindolfo Gaya - direção musical
- Nivaldo Duarte - técnico de mixagem
- Antonio Guerrero - fotografia da capa
- David Drew Zingg - fotografia da contracapa, pôster e layout
- Eduardo S. Neto - assistente de produção
- Milton Miranda - produtor
- Z. J. Merky - diretor técnico